# Fousséni Tangara
Fousséni Tangara (Bamako, 12 giugno 1978) è un ex calciatore maliano, di ruolo portiere.

## Carriera

### Nazionale
Esordisce con il Mali nel 2004. Partecipa alla Coppa d'Africa 2004 e, con la selezione olimpica, alle olimpiadi di Atene 2004.